# Lumio
Lumio (in corso Lumiu) è un comune francese di 1 279 abitanti situato nel dipartimento dell'Alta Corsica nella regione della Corsica.
Non lontano si trova la frazione di Occi, ex comune annesso nel 1852 e disabitato dal 1917.

## Società

### Evoluzione demografica
Abitanti censiti

## Infrastrutture e trasporti
La ferrovia a scartamento metrico Ponte Leccia – Calvi passa nel territorio comunale affiancando la costa. La stazione storica del paese, Calenzana-Lumio, si trova nel vicino comune di Calvi a non molta distanza dalla base militare di Raffaelli. Dagli anni sessanta del XX secolo sono state create diverse fermate a servizio delle spiagge turistiche; al 2010 risultavano attive Sainte Restitude, Ondari-Arinella, Giorgio, Club Med Cocody e Sant'Ambroggio.